# Décathlon
Pour les articles homonymes, voir Décathlon (homonymie).
Le décathlon (du grec : δέκα / déka « dix » et ἆθλος / âthlos « concours ») est une discipline de l'athlétisme appartenant à la catégorie des épreuves combinées. Réservé aux hommes en championnats, il se dispute sur deux jours consécutifs, et en plein air. Il comprend dix épreuves constituées de quatre courses (100 m, 400 m, 110 m haies et 1 500 m), de trois sauts (longueur, hauteur et perche) et de trois lancers (poids, disque et javelot). Chaque performance est convertie en points selon un barème officiel et la somme de ces points détermine le classement final.
Le record du monde du décathlon est actuellement détenu par le Français Kevin Mayer, auteur de 9 126 pts les 15 et 16 septembre 2018 au Décastar de Talence.

## Histoire

### Pentathlon antique
D'après la mythologie grecque, Jason veut organiser une compétition sportive. Il voit qu'un homme est un excellent coureur, un autre très bon sauteur, deux autres doués respectivement au lancer de javelot et de disque. Remarquant que Pélée arrive deuxième de toutes les épreuves, mais est le meilleur en lutte, Jason décide de combiner les cinq disciplines et Pélée remporte la compétition et donc le premier pentathlon de l'histoire.
Le pentathlon, qui combine la course, le saut en longueur, la lutte, le javelot et le disque est une discipline de l'athlétisme introduite au programme des Jeux olympiques antiques en 708 av. J.-C. sur la base de ce mythe. Il sert d'inspiration au décathlon moderne.

### Déclin du pentathlon
De l'an 393 au milieu du XIXe siècle, les épreuves sportives combinées sont absentes de la plupart des traces écrites, en dehors de quelques compétitions d'athlétisme au douzième siècle. Les événements multisports ne disparaissent cependant pas : les Vikings tiennent des concours incluant la course, la lutte, et le lancer d'armes, les chevaliers s'affrontent en tournoi. Pendant la Renaissance, certains polymathes comme Leon Battista Alberti s'entraînent à différentes épreuves sportives.
En 1792, à Stockholm, des journaux racontent des concours pour jeunes adultes où un classement général est établi après la course, la nage et le lancer de pierre.
L'athlétisme devient plus formel dans la première moitié du XIXe siècle, avec la création de poids et de règles standard pour les compétitions internationales. Les Highland games, très populaires en Europe et aux États-Unis, incluent presque toutes les épreuves du futur décathlon. Au milieu du siècle, des compétitions d'épreuves combinées existent en Irlande. En 1868, les Jeux olympiques de Much Wenlock, en Angleterre, incluent un pentathlon qui implique un saut en hauteur, un saut en longueur, le lancer d'un poids de 36 livres, une course de 880 yards et l'ascension d'une corde de 16,76 mètres de haut. En 1880, l'Allemagne inclut une compétition de lancer de pierre, de saut à la perche et de saut en longueur dans son championnat national de gymnastique, dont le classement est déterminé par la somme des trois classements individuels , en 1889 au plus tard, la compétition inclut aussi une course de 200 mètres. En juin 1891, la Norvège organise un pentathlon identique à celui des Jeux antiques.

### Création d'un nouveau décathlon
En 1884, une édition des Championnats des États-Unis d'athlétisme organisée par la National Amateur Athletic Association for America inclut une compétition all-around (« concours complet ») de neuf épreuves sur une journée : 100 mètres, lancer de poids, saut en longueur, saut à la perche et triple saut. Rapidement, le triple saut est éliminé et le 880 yards et le mile sont ajoutés en course à pied. En 1894, l'Amateur Athletic Union, qui a repris le tournoi, crée un barème basé sur les records du monde de 1893.
Une compétition à dix épreuves est organisée aux Jeux olympiques de l'été 1904 à Saint-Louis aux États-Unis, dans la droite lignée de l'all-around de l'AAU : elle est remportée par l'Irlandais Tom Kiely, qui refuse de concourir pour la Grande-Bretagne. Ce tournoi commence par un sprint, continue avec trois sauts, trois lancers, une course à haies et finit par une course longue. Le CIO considère cette occasion comme une épreuve olympique : des historiens du sport affirment le contraire. Au début du vingtième siècle, ce format devient le standard nord-américain.
Le terme de décathlon est inventé quelques années plus tard pour désigner les compétitions suédoises en 10 épreuves. Le premier championnat officiel suédois de décathlon a lieu en 1909 avec pour événements le 100 mètres, le 1500 mètres, le 100 mètres haies, le saut en longueur, le saut à la perche, le saut en hauteur, le triple saut, le lancer de poids, le lancer de disque et le lancer de javelot. Pour les lancers, les athlètes doivent lancer des deux mains et le total des deux lancers est compté. Le premier décathlon avec les épreuves et l'ordre moderne, mais en une seule journée, est organisé le 15 octobre 1911 dans deux endroits simultanés : un en Allemagne et l'autre à Göteborg.

### Décathlon moderne olympique
Le concours du décathlon est officiellement incorporé dans le programme des Jeux olympiques de 1912 avec le pentathlon, sous l'impulsion des Suédois. Pour ces Jeux olympiques, l'Association internationale des fédérations d'athlétisme établit un barème de points à partir des records olympiques de chaque épreuve de 1908, dont la base est fixée à 1 000 points. La compétition se déroule sur trois jours. Les deux épreuves sont remportées par Jim Thorpe, mais les titres lui sont retirés jusqu'en 1984 en raison d'une accusation d'avoir joué au baseball en ligue professionnelle. Son score, annulé, reste inégalé pendant 15 ans, entre autres parce que la Première Guerre mondiale réduit la fréquence des compétitions de décathlon, sauf en Suède restée neutre et en Asie de l'Est. Au moment de sa victoire, le roi de Suède Gustave V le qualifie de world's greatest athlete (« plus grand athlète du monde »), un titre ensuite traditionnellement accordé au champion olympique en titre de la discipline,,.
Aux Jeux olympiques de 1920, Helge Løvland, de Norvège, l'emporte sur l'Américain Brutus Hamilton de seulement 32 points.
Aux Jeux olympiques de 1924, Harold Osborn remporte la compétition et devient le premier homme à remporter un événement individuel (le saut en hauteur) et le décathlon aux Jeux olympiques, ce qui reste inégalé un siècle plus tard. Au décathlon, il bat le record du monde sans égaler le score de Jim Thorpe et le conserve jusqu'en 1926. Les premiers championnats d'Europe de décathlon sont organisés en 1934.
Les Américains et les Russes dominent la suite du vingtième siècle : les Américains réalisent un triplé aux Jeux olympiques de 1936 et à ceux de 1952. Aux seconds, le vainqueur, Bob Mathias, remporte l'or avec 912 points d'avance sur son compatriote Milt Campbell, un écart record. Jusqu'en 1960, les athlètes tendent à complètement ignorer le 1500 mètres, qui rapporte peu de points et demande des compétences physiques très différentes des autres épreuves. La table de 1964 donne une importance plus grande au 1500 mètres, forçant à nouveau les sportifs à s'entraîner sur toutes les épreuves plutôt qu'à se spécialiser.
Les années soixante-dix voient s'affronter le Soviétique Mykola Avilov originaire d'Odessa et l'Américaine (à l'époque un homme) Caitlyn Jenner, qui remportent chacun une édition des Jeux olympiques et battent plusieurs records du monde. La victoire d'Avilov, qui est juif, aux Jeux olympiques de 1972 le soir de Roch Hachana et immédiatement après la prise d'otages d'athlètes israéliens a une importance symbolique pour une partie du public.
La décennie suivante voit la domination du Britannique Daley Thompson. Il remporte les Jeux olympiques d'été de 1980 sans difficulté en l'absence des Américains et des Allemands de l'Ouest. Après le boycott, plusieurs sportifs américains prennent leur retraite, refusant d'attendre quatre ans de plus pour retenter leur chance aux Jeux olympiques : Frank Zarnowski estime que dix ans plus tard, le paysage sportif américain ne s'en est pas remis. Daley remporte à nouveaux les Jeux olympiques d'été de 1984 après plusieurs problèmes de comptage des points qui lui font rater le record du monde d'un point seulement. Dix-huit mois plus tard, l'IAAF lui accorde un point supplémentaire au 110 mètres haies après une revérification des photos de l'épreuve, et l'année suivante, un nouveau changement de barème lui donne le record du monde.
En 2000, un panel d'experts commissionné par l'IAAF décrète qu'il faudrait ajouter un décathlon féminin à l'heptathlon traditionnel et la décision est approuvée l'année suivante par la fédération. En 2004, l'IAAF commence à ratifier des records féminins : le premier record du monde de la discipline va à la Française Marie Collonvillé. Début 2023, World Athletics ne prévoit pas d'inscrire le décathlon féminin au programme des futurs championnats internationaux.
Les Américains continuent à dominer la discipline à long terme, entre autres avec Ashton Eaton, champion olympique en 2012 et 2016 consécutivement.

## Épreuves

### Déroulement de la compétition
Chaque athlète remporte des points selon la performance réalisée pour chaque épreuve. Ainsi, les compétiteurs effectuent la totalité des épreuves jusqu’à la désignation du vainqueur : l’athlète qui accumule le plus grand nombre de points gagne la compétition. Les épreuves disputées sont les suivantes :
| Premier jour | Premier jour     | Deuxième jour | Deuxième jour     |
| ------------ | ---------------- | ------------- | ----------------- |
| 1            | 100 mètres       | 6             | 110 mètres haies  |
| 2            | Saut en longueur | 7             | Lancer du disque  |
| 3            | Lancer du poids  | 8             | Saut à la perche  |
| 4            | Saut en hauteur  | 9             | Lancer du javelot |
| 5            | 400 mètres       | 10            | 1 500 mètres      |

Pour les 3 lancers et le saut en longueur, l’athlète n'a droit qu'à trois essais au lieu de six (pour le saut en hauteur et le saut à la perche, il peut, comme pour les épreuves individuelles, tenter 3 essais par montée de barre). En ce qui concerne le vent, le décathlon sera validé comme « régulier » si la moyenne du vent mesuré lors du 100 mètres, 110 mètres-haies et du saut en longueur est inférieure ou égale à 2,0 m/s. La règle selon laquelle dans aucune de ces trois épreuves le vent ne doit être supérieur à 4,0 m/s a été supprimée en 2010.
Traditionnellement, tous les compétiteurs s'encouragent avant la dernière épreuve redoutée de la plupart, la course de demi-fond de 1 500 mètres. Ils prennent part ensuite à un tour d'honneur pour clore la compétition.

### Historique
Tables de cotation du décathlon
- Table de 1920 : de 1920 à 1933
- Table de 1934 : de 1934 à 1949
- Table de 1950 : de 1950 à 1963
- Table de 1964 : de 1964 à 1984
- Table actuelle : depuis 1985

En 1912, l'Association internationale des fédérations d'athlétisme établit un barème de points à partir des records en date des Jeux olympiques de 1908 dont la base est fixée à 1 000 points. Le nombre de points est linéaire : le record olympique de chaque discipline individuelle correspond à 1000 points et un minimum arbitraire correspond à 0 points, on calcule ensuite facilement le nombre de points associé à chaque performance. C'est la seule table qui inclut des décimales : tous les systèmes suivants n'auront que des nombres ronds pour leur système de notation. Modifiée en 1913, puis en 1920 en fonction de l'évolution des disciplines, ce calcul de points est utilisé jusqu'en 1934. Elle est appelée au choix table de 1920 ou table de 1912B : la seule différence entre la table de 1920 et la table de 1912A utilisée aux Jeux olympiques de Stockholm est que 1000 points correspondent désormais au record olympique de 1912.
La table de cotation évolue en 1934 sous l'impulsion de la Fédération finlandaise d'athlétisme.La « table finlandaise » est utilisée jusqu'en 1950 avant de subir une nouvelle mutation après avoir constaté des différences d'évolution de performance entre les courses et les épreuves techniques. C'est la première table progressive et non linéaire, accordant plus de points aux meilleures performances. Elle est cependant considérée comme trop subjective en raison de sa nature progressive.
La table de cotation de 1950, initiée notamment par les Suédois Gösta Holmér et Axel Jörbeck, se base toujours sur la progression des records mondiaux, mais prend également en compte les performances futures à vingt ou trente ans compte tenu de l'évolution des performances. Quelques très petits changements sont apportés en 1952 en raison d'erreurs de calcul dans la première version. Cette méthode se révèle finalement trop inégale, les lancers étant alors surcotés par rapport aux courses. La table étant trop progressive, une performance énorme sur une épreuve a trop de poids : Rafer Johnson et Yang Chuan-Kwang battent tous les deux un record du monde après seulement neuf épreuves.
Douze ans plus tard, en 1962, l'IAAF menée par Jörbeck établit un nouveau barème du décathlon largement inspiré de la table finlandaise et des barèmes féminins de pentathlon établis en 1954. Pour la course, la performance est notée de façon linéaire en fonction de la rapidité du lancer ou de la course. Cela signifie que la course est légèrement progressive, mais que les lancers et sauts ont une courbe régressive, favorisant trop peu les grosses performances. Cette table done l'avantage aux spécialistes du 1 500 mètres et se révèle handicapante pour les sauteurs à la perche qui ne bénéficient pas de l'apport des nouveaux matériaux techniques de l'époque. Le problème principal du barème est cependant son introduction tardive, deux ans avant des Jeux olympiques. Le changement de mode de calcul coûte certainement une médaille olympique à Yang Chuan-Kwang. En 1971 et 1977, la table est légèrement mise à jour pour s'adapter à la mesure du 110 mètres haies et du 400 mètres, désormais au centième de seconde près. D'autres remaniements incluent la prise en compte du photo-finish et une mise à jour pour les tables féminines, les performances ayant beaucoup augmenté en peu de temps.
La table de cotation est modifiée une dernière fois en 1985 sous l'impulsion du tchécoslovaque Viktor Trkal. Ce barème n'est à l'époque pas expliqué par l'IAAF, donnant naissance à des critiques les accusant d'être subjectives ou illogiques. Un avantage certain du barème est qu'il couvre aussi les épreuves du pentathlon et de l'heptathlon, donnant le même système à toutes les épreuves combinées pour une conversion facile.

### Objectifs
L'IAAF édite les barèmes à chaque modification. Ils se présentent sous la forme d'un livre épais puisque chacune des dix épreuves est indiquée avec la progression des performances de point en point, de 1 à 1 200 points environ. La performance minimale est d'un niveau très bas (bien inférieur à un niveau régional), la performance maximale est au-dessus du record du monde de la spécialité.
L'objectif du barème est de permettre une performance médiocre sur une épreuve si les autres épreuves sont extrêmement réussies. On peut facilement calculer le score moderne d'une performance datant d'un ancien barème.
| Disciplines | 1 000 pts     | 950 pts       | 900 pts       | 850 pts       | 800 pts       | 750 pts       | 700 pts       |
| 100 m       | 10 s 39       | 10 s 60       | 10 s 82       | 11 s 05       | 11 s 27       | 11 s 51       | 11 s 75       |
| Longueur    | 7,76 m        | 7,56 m        | 7,36 m        | 7,15 m        | 6,95 m        | 6,73 m        | 6,51 m        |
| Poids       | 18,40 m       | 17,59 m       | 16,79 m       | 15,98 m       | 15,16 m       | 14,35 m       | 13,53 m       |
| Hauteur     | 2,21 m        | 2,16 m        | 2,11 m        | 2,05 m        | 2,00 m        | 1,94 m        | 1,89 m        |
| 400 m       | 46 s 17       | 47 s 17       | 48 s 19       | 49 s 24       | 50 s 32       | 51 s 43       | 52 s 58       |
| 110 m haies | 13 s 81       | 14 s 19       | 14 s 59       | 15 s 00       | 15 s 41       | 15 s 85       | 16 s 29       |
| Disque      | 56,18 m       | 53,80 m       | 51,40 m       | 49,00 m       | 46,60 m       | 44,16 m       | 41,72 m       |
| Perche      | 5,29 m        | 5,13 m        | 4,97 m        | 4,80 m        | 4,64 m        | 4,46 m        | 4,30 m        |
| Javelot     | 77,2 m        | 73,94 m       | 70,68 m       | 67,40 m       | 64,10 m       | 60,78 m       | 57,46 m       |
| 1 500 m     | 3 min 53 s 79 | 4 min 00 s 53 | 4 min 07 s 42 | 4 min 14 s 50 | 4 min 21 s 77 | 4 min 29 s 25 | 4 min 36 s 96 |

## Les sports
Le décathlon se veut être une évaluation du sportif aux compétences les plus équilibrées : il inclut donc des épreuves de vitesse, d'endurance, de force et de technique. Le plus souvent, les athlètes ne sont pas spécialistes d'une épreuve.

### Caractéristiques physiques
Les athlètes peuvent avoir des morphologies très variées. La norme se situe cependant vers un sportif de grande taille (plus d'1,80 mètre) avec une forte explosivité. Jusqu'à la fin des années 1940, la compétition s'adresse à des athlètes plus âgés que dans les autres disciplines.

### Pays
Jusque dans les années 1930, les Européens du Nord, surtout suédois, dominent les compétitions avec les habitants des États-Unis, qui mènent la décennie suivante. Les soviétiques commencent à se démarquer dans les années 1950 et au cours de la décennie, sur 10 classements mondiaux de 10 athlètes chacun, 36 places sont américaines, 30 soviétiques, et 34 d'ailleurs dans le monde.
Dans les années 1980, le sport est populaire dans les deux Allemagnes : l'historien du sport Frank Zarnowski affirme qu'il s'agit du seul pays où le sport est pris au sérieux et mis en avant dans les médias et par le gouvernement, en dehors de l'URSS dont il juge qu'elle encourage toutes les disciplines sportives. Les Américains continuent cependant à dominer la discipline à long terme, entre autres avec Ashton Eaton, champion olympique en 2012 et 2016.

### Décathlon féminin
En 2000, un panel d'experts commissionné par l'IAAF décrète qu'il faudrait ajouter un décathlon féminin à l'heptathlon traditionnel et la décision est approuvée l'année suivante par la fédération. En 2004, l'IAAF commence à ratifier des records féminins : le premier record du monde de la discipline va à la Française Marie Collonvillé.
Les épreuves sont les mêmes, mais en raison de la difficulté technique à organiser les deux événements en parallèle, le décathlon féminin n'a pas le même ordre d'épreuves.
Début 2023, le World Athletics ne prévoit pas d'inscrire le décathlon féminin au programme des futurs championnats internationaux.

## Équipement et infrastructures

### Stade

Piste d'athlétisme traditionnelle et aires de concours

Le stade d'athlétisme doit répondre à certaines normes pour officialiser les compétitions et les performances qui s’y déroulent. Toutes les installations sont réglementées par l’IAAF (dimensions, déclivité et disposition). Les compétitions d’athlétisme en plein air se déroulent dans des stades constitués d’une piste ovale de 400 mètres de long.
La piste d'athlétisme est formée de deux lignes droites parallèles et deux virages identiques, et doit comporter de 6 à 8 couloirs de 1,22 m de large.
Les aires de lancers sont composées d'une surface d'élan délimitée par un cercle fait d'une bande de fer dont le diamètre varie selon la discipline (2,135 m pour le poids et 2,50 m pour le disque) et dont le revêtement peut être en béton ou en asphalte. Le lancer du javelot est effectué sur une piste d'élan synthétique similaire à la piste. Sa longueur minimale est de 36 m et sa largeur de 4 m. Chaque athlète ne doit pas mordre la ligne ou le cercle de lancer sous peine de voir son jet invalidé par les juges. Les secteurs de chute sont généralement en herbe afin que l'engin puisse laisser une empreinte au sol pour mesurer la distance. Il est délimité par des lignes blanches et forme un angle déterminé (29° pour le javelot et 34°9 pour les autres engins). Les aires de sauts sont composées en matériau synthétique. La longueur dispose d'une piste d'élan de 40 m de long et de 1,22 m de large, et se termine par une fosse de réception (de 9 m de long sur 2,75 m de large) remplie de sable fin. Des planches d'appels sont fixées au sol et sont recouvertes de plasticine afin de vérifier si un athlète n'a pas mordu son saut. L'aire du saut en hauteur mesure 20 × 20 m afin de pouvoir installer le sautoir. Enfin, les perchistes disposent d'un couloir d'élan de 40 m de long et de 1,22 m de large conclu par un bac d'appel.

### Matériel et équipement
| Poids des engins |          |
| Poids            | 7,260 kg |
| Disque           | 2 kg     |
| Javelot          | 0,800 kg |
| Hauteur de haies |          |
| 100 m haies      | -        |

Une compétition d'athlétisme nécessite, par son nombre élevé d'épreuves, un matériel important. Pour les courses, sauf le 1500 mètres, la présence de starting blocks, si possible reliés avec un système de contrôle des faux-départs, est obligatoire. Ils permettent une meilleure impulsion et des départs sans dérapage. Par ailleurs, des plots de départ doivent indiquer les couloirs attribués aux athlètes. Afin d'homologuer les performances, l'IAAF impose la présence d'un anémomètre afin de mesurer et d’enregistrer la vitesse du vent, ainsi qu'un système de chronométrage entièrement automatique au centième de seconde.
Des matelas de réception, ainsi que des poteaux avec supports, sont requis pour les sauts en hauteur et à la perche. Les barres peuvent être en bois, en métal ou en fibre de verre. Des taquets fixés à des montants mobiles doivent être prévus à la perche. Les divers engins de lancer – poids, disques, marteaux et javelots – doivent respecter scrupuleusement les poids et dimensions conformes aux diverses catégories d’âge et de sexe.
La tenue typique d'un athlète est constituée d'un maillot, d'un short et de chaussures de courses. Celles utilisées par un sprinteur ne possèdent ni talon ni voûte plantaire, et comptent 11 crampons ne devant pas dépasser 9 mm de longueur.

## Officiels et règlements

### World Athletics
World Athletics, auparavant connue sous le nom d'IAAF, a pour mission de standardiser les méthodes de chronométrage et de prise de mesure ainsi que d'enregistrer et de valider les records du monde dans les épreuves officielles. Elle organise également la plupart des grandes compétitions sportives internationales.

### Règlement
Le règlement de la compétition est différent de celui des épreuves séparées.
En cas d'égalité, le vainqueur est la personne qui a reçu le plus de points dans une majorité d'épreuves. S'il y a encore égalité, le gagnant est celui qui a atteint le score maximum dans n'importe quelle épreuve. S'il y a encore égalité, on a deux vainqueurs ex æquo.
Une personne disqualifiée d'une épreuve y marque 0 point mais peut continuer à concourir dans la compétition. Il faut être au départ de chaque épreuve et y faire une tentative, quitte à ne pas la finir pour la course, pour avoir zéro points et ne pas être disqualifié de la compétition. 

## Grands noms de la discipline

### Records

#### Hommes

##### Record du monde

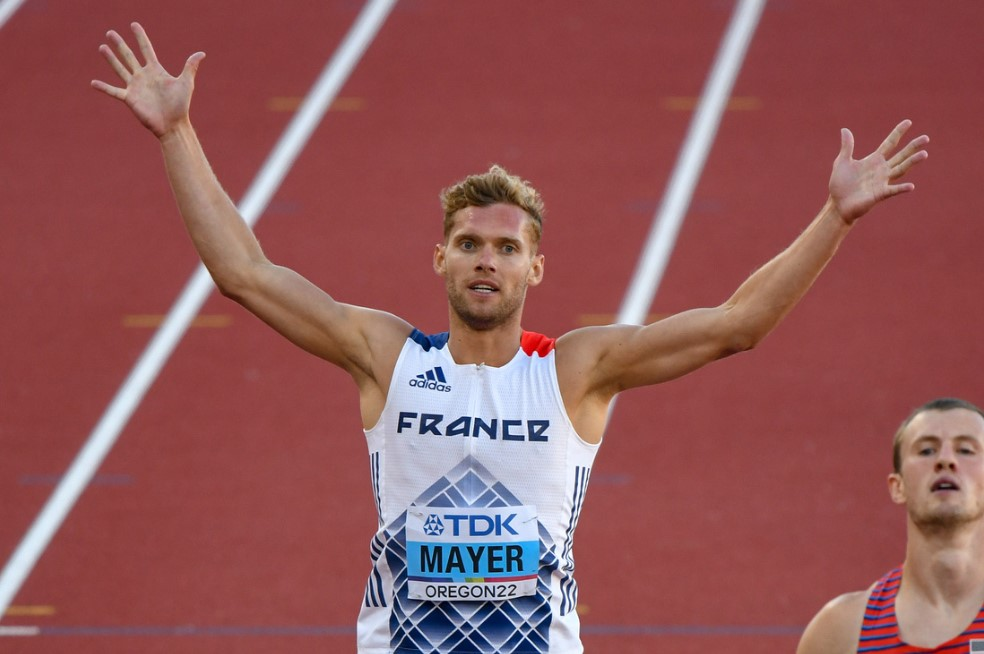
Kevin Mayer, actuel détenteur du record du monde du décathlon.

Le premier record du monde du décathlon officiellement reconnu par l'IAAF, établi par l'Estonien Aleksander Kolmpere, date de 1922. Au 29 août 2015, 37 records du monde de la discipline ont été homologués. Le record du monde de la discipline, sur les bases de la table de 1985, est aujourd'hui détenu par le Français Kevin Mayer avec 9 126 points, performance établie les 15 et 16 septembre 2018 lors du Décastar 2018 à Talence. Ses performances sont les suivantes :
| Épreuves    | 100 m              | Saut en longueur  | Lancer du poids | Saut en hauteur | 400 m   | 110 m haies        | Lancer du disque | Saut à la perche | Lancer du javelot | 1 500 m       | Total     |
| ----------- | ------------------ | ----------------- | --------------- | --------------- | ------- | ------------------ | ---------------- | ---------------- | ----------------- | ------------- | --------- |
| Performance | 10 s 55 (+0,3 m/s) | 7,80 m (+1,2 m/s) | 16,00 m         | 2,05 m          | 48 s 42 | 13 s 75 (-1,1 m/s) | 50,54 m          | 5,45 m           | 71,90 m           | 4 min 36 s 11 | 9 126 pts |
| Points      | 963 pts            | 1 010 pts         | 851 pts         | 850 pts         | 889 pts | 1 007 pts          | 882 pts          | 1 051 pts        | 918 pts           | 705 pts       | 9 126 pts |

##### Records continentaux
| Continent                    | Record    | Athlète        | Pays       | Date              | Lieu           |
| ---------------------------- | --------- | -------------- | ---------- | ----------------- | -------------- |
| Afrique                      | 8 521 pts | Larbi Bourrada | Algérie    | 10 août 2016      | Rio de Janeiro |
| Asie                         | 8 725 pts | Dmitriy Karpov | Kazakhstan | 24 août 2004      | Athènes        |
| Amérique du Sud              | 8 393 pts | Carlos Chinin  | Brésil     | 8 juin 2013       | São Paulo      |
| Amérique du Nord et centrale | 9 045 pts | Ashton Eaton   | États-Unis | 29 août 2015      | Pékin          |
| Europe                       | 9 126 pts | Kevin Mayer    | France     | 16 septembre 2018 | Talence        |
| Océanie                      | 8 649 pts | Ashley Moloney | Australie  | 5 août 2021       | Tokyo          |

#### Femmes

##### Record du monde
Le décathlon étant très rarement disputé chez les femmes (l'épreuve combinée olympique en athlétisme  pour les femmes est l'heptathlon), l'IAAF n'a ratifié les records qu'à partir de 2004. C'est la Française Marie Collonvillé qui a établi le premier record du monde les 25 et 26 septembre 2004, battu les 14 et 15 avril 2005 par la Lituanienne Austra Skujytė, dont le record de 8 358 points tient toujours.

#### Bilans

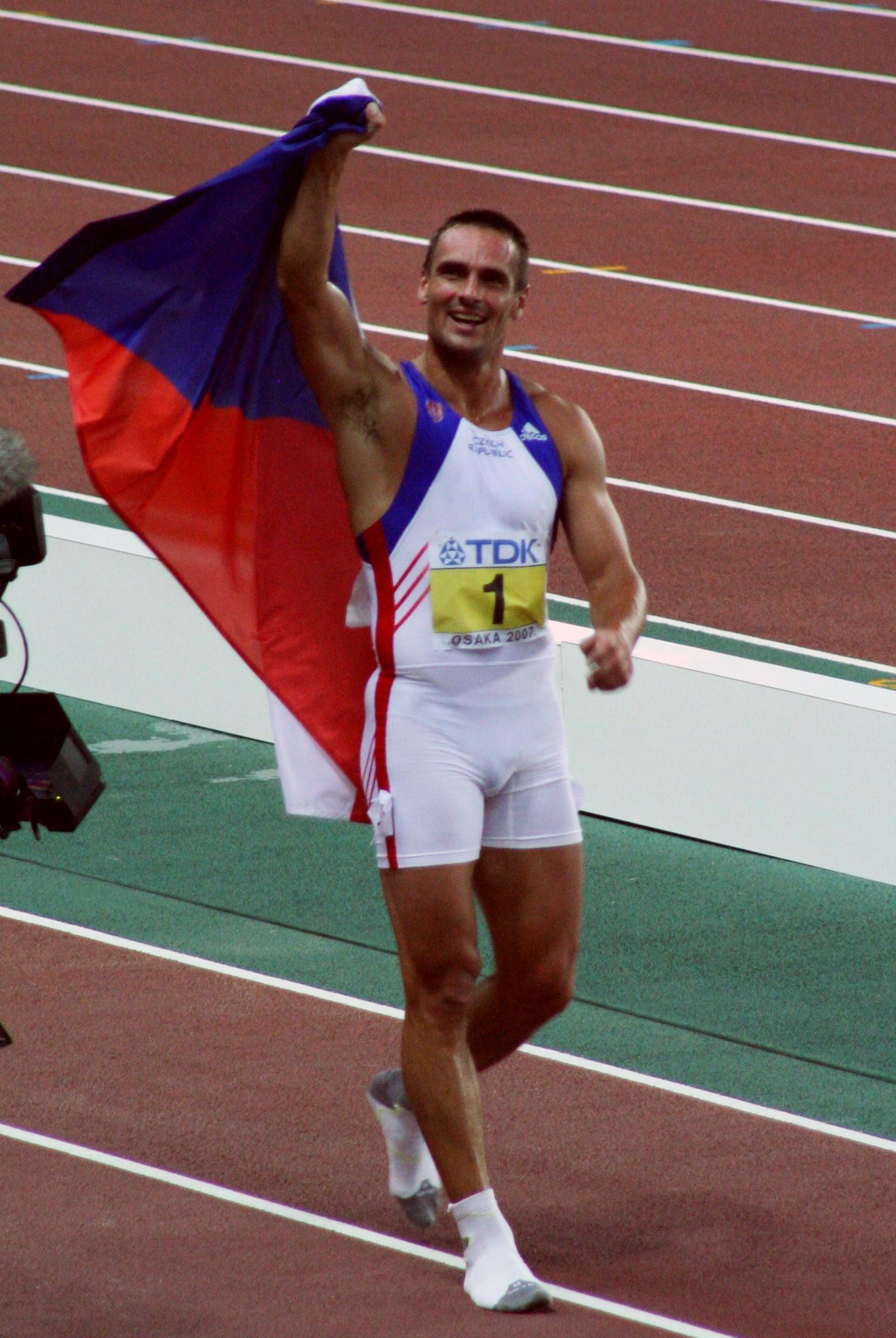
Roman Šebrle, auteur de la meilleure performance mondiale de l'année à cinq reprises.

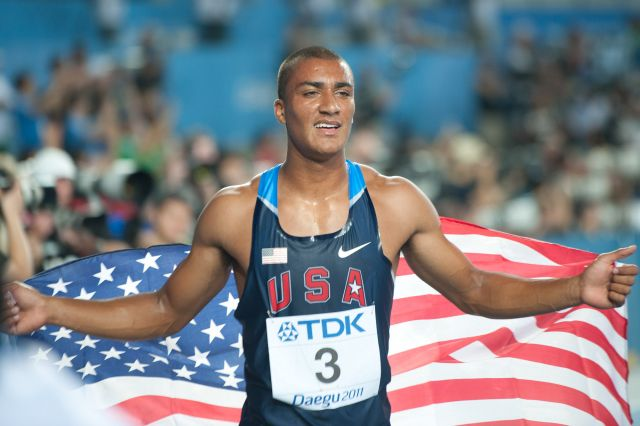
Ashton Eaton pendant le Championnat du monde de 2011 à Daegu

##### Records continentaux
| Continent                    | Record (Points)        | Athlète               | Pays       | Année |
| ---------------------------- | ---------------------- | --------------------- | ---------- | ----- |
| Afrique                      | Aucun record homologué | –                     | –          | –     |
| Asie                         | 7 798                  | Irina Karpova         | Kazakhstan | 2004  |
| Amérique du Sud              | 6 570                  | Andrea Bordalejo (es) | Argentine  | 2004  |
| Amérique du Nord et centrale | 7 064                  | Breanna Eveland       | États-Unis | 2006  |
| Europe                       | 8 358                  | Austra Skujytė        | Lituanie   | 2005  |
| Océanie                      | Aucun record homologué | –                     | –          | –     |

#### Meilleures performances mondiales de l'année
| Année | Points  | Équivalence table actuelle | Athlète             | Nationalité          | Lieu           |
| ----- | ------- | -------------------------- | ------------------- | -------------------- | -------------- |
| 1960  | 8 683   | 7 982                      | Rafer Johnson       | États-Unis           | Rome           |
| 1961  | 8 709   | 8 049                      | Philip Mulkey       | États-Unis           | Memphis        |
| 1962  | 8 248   | 7 695                      | Yang Chuan-Kwang    | Taïwan               | Tulare         |
| 1963  | 8 089   | 8 010                      | Yang Chuan-Kwang    | Taïwan               | Walnut         |
| 1964  | 7 950   | 7 836                      | Manfred Bock        | Allemagne de l'Ouest | Liestal        |
| 1965  | 7 883   | 7 759                      | Mikhail Storozhenko | Union soviétique     | Kiev           |
| 1966  | 8 234   | 8 096                      | Bill Toomey         | États-Unis           | Salina         |
| 1967  | 8 319   | 8 235                      | Kurt Bendlin        | Allemagne de l'Ouest | Heidelberg     |
| 1968  | 8 222 a | 8 126                      | Bill Toomey         | États-Unis           | Echo Summit    |
| 1969  | 8 417   | 8 310                      | Bill Toomey         | États-Unis           | Los Angeles    |
| 1970  | 8 130   | 7 985                      | Rüdiger Demmig      | Allemagne de l'Est   | Erfurt         |
| 1971  | 8 244   | 8 198                      | Kurt Bendlin        | Allemagne de l'Ouest | Bonn           |
| 1972  | 8 454   | 8 466                      | Mykola Avilov       | Union soviétique     | Munich         |
| 1973  | 8 206   | 8 118                      | Ryszard Skowronek   | Pologne              | Varsovie       |
| 1974  | 8 308   | 8 211                      | Bruce Jenner        | États-Unis           | Tallinn        |
| 1975  | 8 524   | 8 429                      | Bruce Jenner        | États-Unis           | Eugene         |
| 1976  | 8 618   | 8 634                      | Bruce Jenner        | États-Unis           | Montréal       |
| 1977  | 8 478   | 8 400                      | Aleksandr Grebenyuk | Union soviétique     | Riga           |
| 1978  | 8 498   | 8 493                      | Guido Kratschmer    | Allemagne de l'Ouest | Bernhausen     |
| 1979  | 8 484   | 8 476                      | Guido Kratschmer    | Allemagne de l'Ouest | Krefeld        |
| 1980  | 8 649   | 8 667                      | Guido Kratschmer    | Allemagne de l'Ouest | Bernhausen     |
| 1981  | 8 311   | 8 334                      | Rainer Pottel       | Allemagne de l'Est   | Birmingham     |
| 1982  | 8 743   | 8 774                      | Daley Thompson      | Royaume-Uni          | Athènes        |
| 1983  | 8 779   | 8 825                      | Jürgen Hingsen      | Allemagne de l'Ouest | Bernhausen     |
| 1984  | 8 798   | 8 832                      | Jürgen Hingsen      | Allemagne de l'Ouest | Mannheim       |
| 1984  | 8 798   | 8 847                      | Daley Thompson      | Royaume-Uni          | Los Angeles    |
| 1985  | 0 8 559 | 0 8 559                    | Torsten Voss        | Allemagne de l'Est   | Dresde         |
| 1986  | 0 8 811 | 0 8 811                    | Daley Thompson      | Royaume-Uni          | Stuttgart      |
| 1987  | 0 8 680 | 0 8 680                    | Torsten Voss        | Allemagne de l'Est   | Rome           |
| 1988  | 0 8 512 | 0 8 512                    | Christian Plaziat   | France               | Talence        |
| 1989  | 0 8 549 | 0 8 549                    | Dave Johnson        | États-Unis           | Houston        |
| 1990  | 0 8 574 | 0 8 574                    | Christian Plaziat   | France               | Split          |
| 1991  | 0 8 812 | 0 8 812                    | Dan O'Brien         | États-Unis           | Tokyo          |
| 1992  | 0 8 891 | 0 8 891                    | Dan O'Brien         | États-Unis           | Talence        |
| 1993  | 0 8 817 | 0 8 817                    | Dan O'Brien         | États-Unis           | Stuttgart      |
| 1994  | 0 8 735 | 0 8 735                    | Eduard Hämäläinen   | Biélorussie          | Götzis         |
| 1995  | 0 8 695 | 0 8 695                    | Dan O'Brien         | États-Unis           | Göteborg       |
| 1996  | 0 8 824 | 0 8 824                    | Dan O'Brien         | États-Unis           | Atlanta        |
| 1997  | 0 8 837 | 0 8 837                    | Tomáš Dvořák        | Tchéquie             | Athènes        |
| 1998  | 0 8 755 | 0 8 755                    | Dan O'Brien         | États-Unis           | Uniondale      |
| 1999  | 0 8 994 | 0 8 994                    | Tomáš Dvořák        | Tchéquie             | Prague         |
| 2000  | 0 8 900 | 0 8 900                    | Tomáš Dvořák        | Tchéquie             | Götzis         |
| 2001  | 0 9 026 | 0 9 026                    | Roman Šebrle        | Tchéquie             | Götzis         |
| 2002  | 0 8 800 | 0 8 800                    | Roman Šebrle        | Tchéquie             | Götzis         |
| 2003  | 0 8 807 | 0 8 807                    | Roman Šebrle        | Tchéquie             | Götzis         |
| 2004  | 0 8 893 | 0 8 893                    | Roman Šebrle        | Tchéquie             | Athènes        |
| 2005  | 0 8 732 | 0 8 732                    | Bryan Clay          | États-Unis           | Helsinki       |
| 2006  | 0 8 677 | 0 8 677                    | Bryan Clay          | États-Unis           | Götzis         |
| 2007  | 0 8 697 | 0 8 697                    | Roman Šebrle        | Tchéquie             | Kladno         |
| 2008  | 0 8 832 | 0 8 832                    | Bryan Clay          | États-Unis           | Eugene         |
| 2009  | 0 8 790 | 0 8 790                    | Trey Hardee         | États-Unis           | Berlin         |
| 2010  | 0 8 483 | 0 8 483                    | Bryan Clay          | États-Unis           | Götzis         |
| 2011  | 0 8 729 | 0 8 729                    | Ashton Eaton        | États-Unis           | Eugene         |
| 2012  | 0 9 039 | 0 9 039                    | Ashton Eaton        | États-Unis           | Eugene         |
| 2013  | 0 8 809 | 0 8 809                    | Ashton Eaton        | États-Unis           | Moscou         |
| 2014  | 0 8 616 | 0 8 616                    | Andrei Krauchanka   | Biélorussie          | Zurich         |
| 2015  | 0 9 045 | 0 9 045                    | Ashton Eaton        | États-Unis           | Pékin          |
| 2016  | 0 8 893 | 0 8 893                    | Ashton Eaton        | États-Unis           | Rio de Janeiro |
| 2017  | 0 8 768 | 0 8 768                    | Kevin Mayer         | France               | Londres        |
| 2018  | 0 9 126 | 0 9 126                    | Kévin Mayer         | France               | Talence        |
| 2019  | 0 8 711 | 0 8 711                    | Damian Warner       | Canada               | Götzis         |
| 2020  | 0 8 552 | 0 8 552                    | Kevin Mayer         | France               | Saint-Paul     |
| 2021  | 0 9 018 | 0 9 018                    | Damian Warner       | Canada               | Tokyo          |
| 2022  | 0 8 867 | 0 8 867                    | Garrett Scantling   | États-Unis           | Fayetteville   |
| 2023  | 0 8 909 | 0 8 909                    | Pierce Lepage       | Canada               | Budapest       |
| 2024  | 0 8 961 | 0 8 961                    | Leo Neugebauer      | Allemagne            | Eugene         |

#### Meilleures performances de tous les temps
| Points | Points | Athlète        | Lieu     | Date              |
| ------ | ------ | -------------- | -------- | ----------------- |
| 1      | 9 126  | Kevin Mayer    | Talence  | 16 septembre 2018 |
| 2      | 9 045  | Ashton Eaton   | Pékin    | 29 août 2015      |
| 3      | 9 039  | Ashton Eaton   | Eugene   | 23 juin 2012      |
| 4      | 9 026  | Roman Šebrle   | Götzis   | 27 mai 2001       |
| 5      | 9 018  | Damian Warner  | Tokyo    | 5 août 2021       |
| 6      | 8 995  | Damian Warner  | Götzis   | 30 mai 2021       |
| 7      | 8 994  | Tomáš Dvořák   | Prague   | 4 juillet 1999    |
| 8      | 8 961  | Leo Neugebauer | Eugene   | 6 juin 2024       |
| 9      | 8 909  | Pierce Lepage  | Budapest | 26 août 2023      |
| 10     | 8 902  | Tomáš Dvořák   | Edmonton | 7 août 2001       |

#### Dix meilleurs performeurs
| #  | Points | Athlète           | Nation      | Lieu         | Date              |
| -- | ------ | ----------------- | ----------- | ------------ | ----------------- |
| 1  | 9 126  | Kevin Mayer       | France      | Talence      | 16 septembre 2018 |
| 2  | 9 045  | Ashton Eaton      | États-Unis  | Pékin        | 29 août 2015      |
| 3  | 9 026  | Roman Šebrle      | Tchéquie    | Götzis       | 27 mai 2001       |
| 4  | 9 018  | Damian Warner     | Canada      | Tokyo        | 5 août 2021       |
| 5  | 8 994  | Tomáš Dvořák      | Tchéquie    | Prague       | 4 juillet 1999    |
| 6  | 8 961  | Leo Neugebauer    | Allemagne   | Eugene       | 6 juin 2024       |
| 7  | 8 909  | Pierce Lepage     | Canada      | Budapest     | 26 août 2023      |
| 8  | 8 891  | Dan O'Brien       | États-Unis  | Talence      | 9 septembre 1992  |
| 9  | 8 867  | Garrett Scantling | États-Unis  | Fayetteville | 7 mai 2022        |
| 10 | 8 847  | Daley Thompson    | Royaume-Uni | Los Angeles  | 9 août 1984       |

#### Meilleures performances mondiales au cours d'une épreuve combinée
Meilleures performances par épreuve réalisées lors d'une épreuve combinée masculine (décathlon).
| Épreuve                              | Performance  | Athlète        | Nation     | Lieu          | Date                    | Points*   |
| ------------------------------------ | ------------ | -------------- | ---------- | ------------- | ----------------------- | --------- |
| 100 m                                | 10 s 12      | Damian Warner  | Canada     | Götzis Tokyo  | 25 mai 2019 4 août 2021 | 1 066 pts |
| Saut en longueur                     | 8,45 m       | Simon Ehammer  | Suisse     | Götzis        | 28 mai 2022             | 1 178 pts |
| Lancer du poids                      | 19,17 m      | Edy Hubacher   | Suisse     | Berne         | 5 octobre 1969          | 1 048 pts |
| Saut en hauteur                      | 2,28 m       | Derek Drouin   | Canada     | Santa Barbara | 7 avril 2017            | 1 071 pts |
| 400 m                                | 45 s 00      | Ashton Eaton   | États-Unis | Pékin         | 28 août 2015            | 1 060 pts |
| 110 m haies                          | 13 s 36      | Damian Warner  | Canada     | Götzis        | 30 mai 2021             | 1 059 pts |
| Lancer du disque                     | 57,70 m      | Leo Neugebauer | Allemagne  | Eugene        | 6 juin 2024             | 1 032 pts |
| Saut à la perche                     | 5,76 m       | Tim Lobinger   | Allemagne  | Leverkusen    | 16 septembre 1999       | 1 152 pts |
| Lancer du javelot                    | 79,80 m      | Peter Blank    | Allemagne  | Emmelshausen  | 19 juillet 1992         | 1 040 pts |
| 1 500 m                              | 3 min 58 s 7 | Robert Baker   | États-Unis | Austin        | 3 avril 1980            | 963 pts   |
| Meilleur score lors du premier jour  | 4 747 points | Dan O'Brien    | États-Unis | New York      | 12 juin 1991            | 4 747     |
| Meilleur score lors du deuxième jour | 4 563 points | Kevin Mayer    | France     | Talence       | 16 septembre 2018       | 4 563     |

*Nota : pour qu'une performance soit considérée par l'IAAF comme la meilleure performance mondiale dans une épreuve, il faut que l'athlète ait réalisé au moins 7 000 points dans son décathlon ou 5 500 points lors de son heptathlon.
Selon le barème IAAF 2011, la somme de toutes les meilleures performances des décathloniens, dans chaque discipline, permettrait d'atteindre 10 525 points. Ce calcul réalisé sur plusieurs épreuves, pour plusieurs athlètes, à plusieurs dates, est purement théorique et uniquement indicatif. En cumulant les deux records par journée, on obtient un score plus proche du record du monde actuel avec 9 310 points.

## Culture
Plusieurs champions de décathlon jouent dans des films hollywoodiens après leur carrière sportive, dont Jim Thorpe, Glenn Morris, Bob Mathias avec sa femme Melba, Rafer Johnson et Caitlyn Jenner.